# 葡萄牙的萊昂諾爾 (1434-1467)
葡萄牙的萊昂諾爾（葡萄牙語：Leonor de Portugal，1434年9月18日—1467年9月3日），神聖羅馬皇后，葡萄牙國王杜阿爾特一世的女兒。

## 家庭
1452年，萊昂諾爾和腓特烈三世結婚，兩人共有3子2女：
1. 克里斯多福（1455年—1456年），夭折
2. 馬克西米利安（1459年—1519年），神聖羅馬皇帝
3. 海倫娜（1460年—1461年），夭折
4. 庫妮根德（1465年—1520年），巴伐利亞公爵夫人
5. 約翰（1466年—1467年），夭折